# 1385

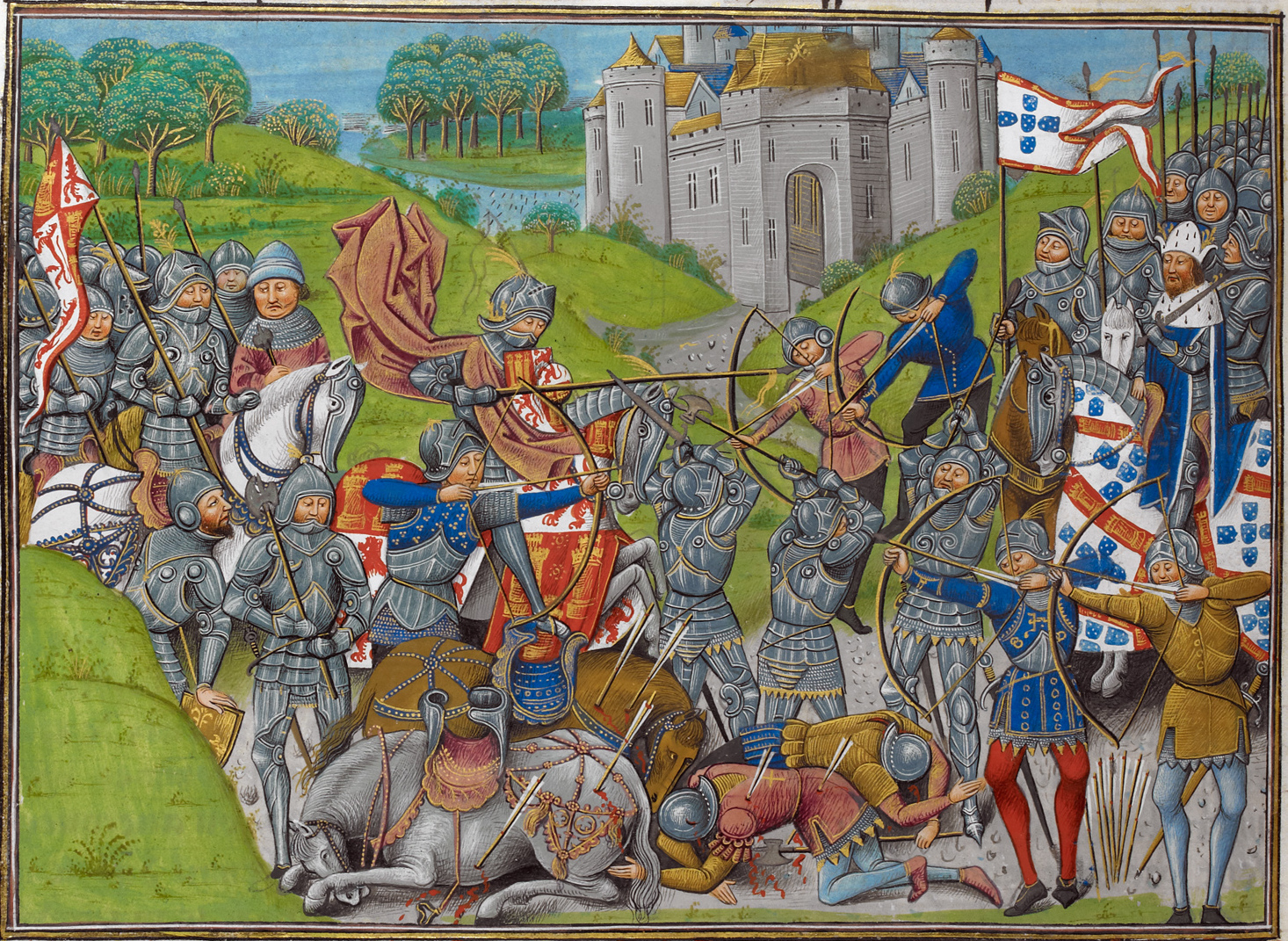
Slag bij Aljubarrota

Het jaar 1385 is het 85e jaar in de 14e eeuw volgens de christelijke jaartelling.

## Gebeurtenissen
januari
- januari - Karel III van Napels wordt geëxcommuniceerd.

april
- 6 - Johan van Aviz wordt door de cortes tot koning van Portugal uitgeroepen.
- 12 - Dubbelhuwelijk van Kamerijk: Margaretha en Jan, de kinderen van Filips de Stoute, trouwen met Willem en Margaretha, de kinderen van Albrecht van Beieren.

juli
- 17 - Karel VI van Frankrijk trouwt met Isabella van Beieren

augustus
- 14 - Slag bij Aljubarrota: Johan van Aviz verslaat dankzij terreinvoordeel een grote overmacht van Johan I van Castilië, die op de vlucht slaat, en niet in staat is een nieuw leger op te bouwen. Johan van Aziz wordt koning van Portugal. Einde van de Crisis van 1383-1385.
- 14 augustus - Met de verkiezing van de grootvorst van Litouwen Jogaila tot koning van Polen ontstaat de Unie van Krevo: Voorwaarden voor het huwelijk tussen de Litouwse grootvorst Jogaila en de Poolse koningin Hedwig. Jogaila en de Litouwse edelen zullen overgaan tot het christendom, en Polen en Litouwen vormen een personele unie onder Jogaila.

september
- september - Karel III van Napels valt Dalmatië binnen in de hoop de kroon van Hongarije te bemachtigen.

oktober
- 23 - Heidelberg ontvangt van paus Urbanus VI het recht om een universiteit te stichten, de Ruprecht-Karls-universiteit.
- oktober - Maria van Hongarije trouwt met Sigismund van Luxemburg in ruil voor steun tegen Karel van Napels.

december
- 18 december - Vrede van Doornik: Filips de Stoute en de opstandige stad Gent sluiten vrede. Einde van de Gentse Opstand. Gent behoudt alle privileges en zijn inwoners krijgen volledige amnestie.
- december - Maria van Hongarije doet onder druk van Karel van Napels afstand van de troon.

zonder datum
- Olaf IV van Noorwegen wordt tot (tegen)koning van Zweden gekozen.
- De Ottomanen veroveren Sofia.

## Opvolging
- Epirus - Maria Angelina Doukaina Palaiologina opgevolgd door haar echtgenoot Esau de' Buondelmonti
- Gorizia - Meinhard VI opgevolgd door zijn zoon Hendrik VI
- Hongarije - Maria opgevolgd door Karel III van Napels
- Milaan - Bernabò Visconti opgevolgd door zijn neef Gian Galeazzo Visconti
- koninkrijk Portugal - Beatrix opgevolgd door haar oom Johan van Aviz
- Zeta - Balša II opgevolgd door Đurađ II

## Afbeeldingen

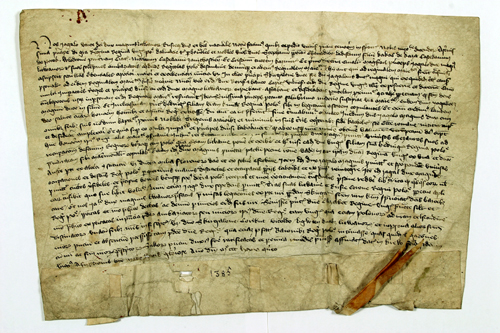
Unie van Krevo
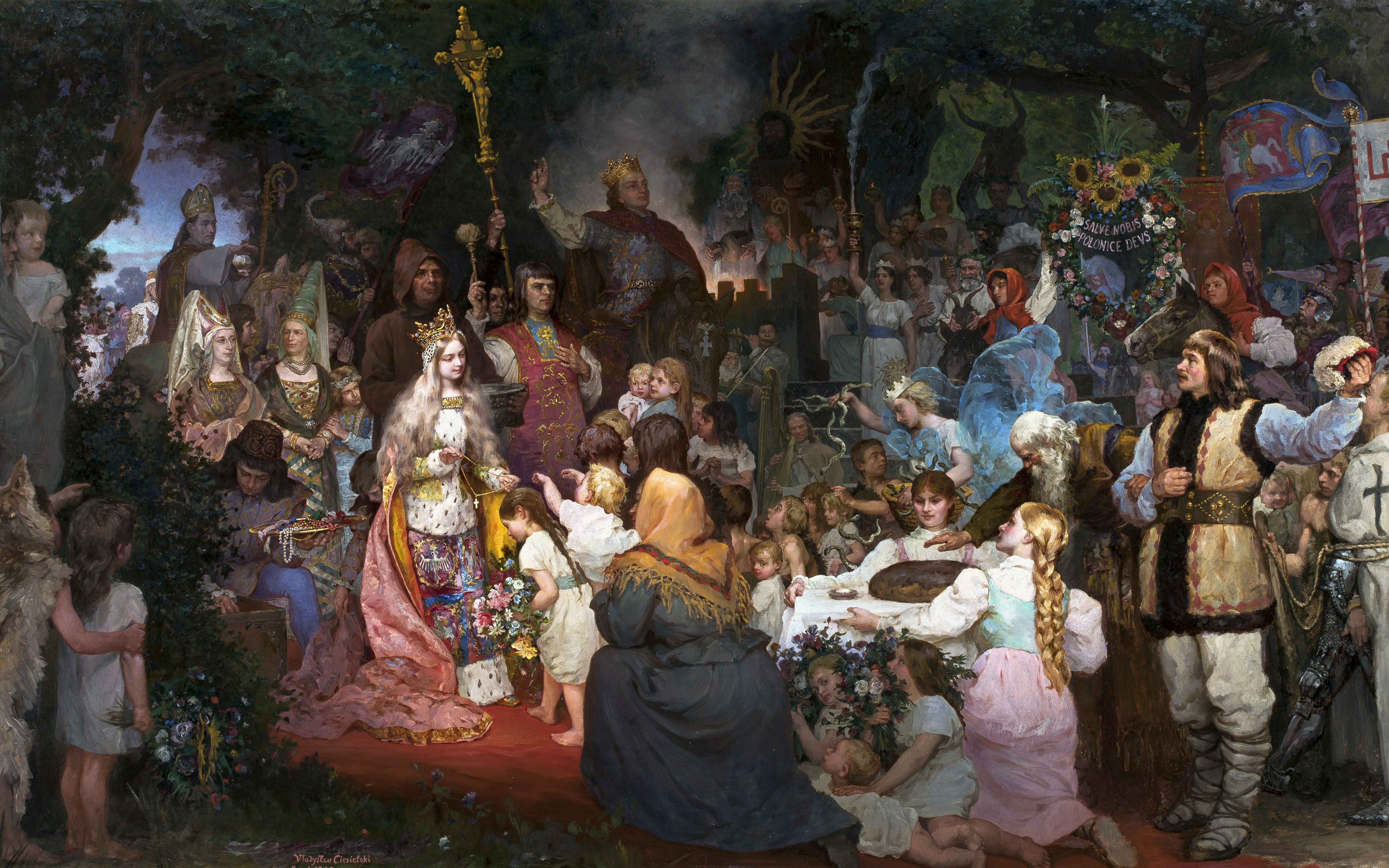
Litouwen gaat over tot het christendom
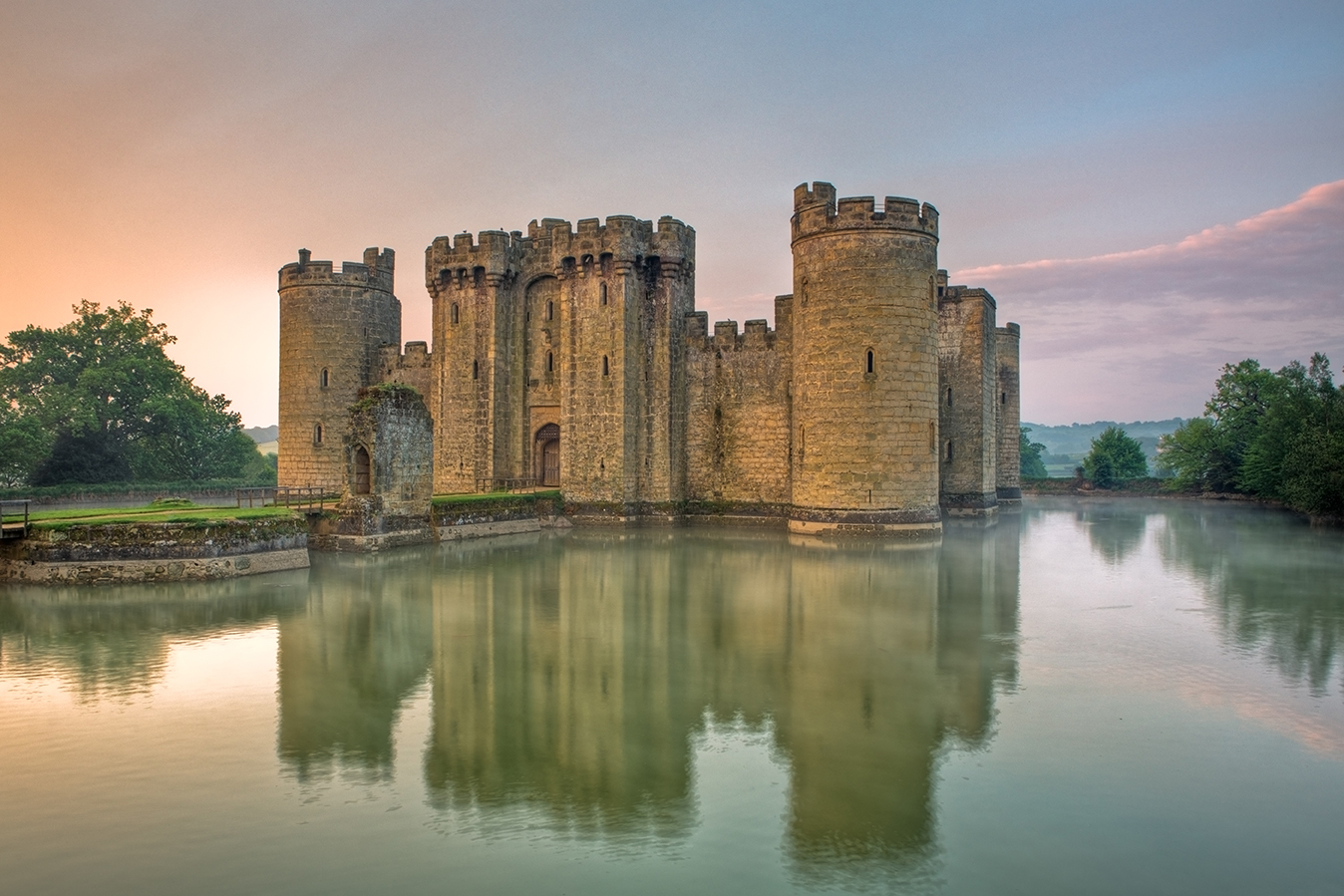
Bodiam Castle, gebouwd 1385

## Geboren
- 23 juni - Stefan van Palts-Simmern-Zweibrücken, Duits edelman
- Antoon van Toulongeon, Bourgondisch edelman
- Giovanni dal Ponte, Italiaans schilder
- Immel Abdena, Oost-Fries hoofdeling
- Jan II van Egmont, Nederlands edelman
- Khädrub Je, pänchen lama
- Thomas de Mowbray, Engels edelman
- Jan I van Żagań, Silezisch edelman (jaartal bij benadering)
- Koenraad V Kantner, Silezisch edelman (jaartal bij benadering)
- Willem van Arkel, Gelders edelman (jaartal bij benadering)
- Wolfert V van Borselen, Zeeuws edelman (jaartal bij benadering)

## Overleden
- 6 mei - Meinhard VI, graaf van Gorizia
- 28 juni - Andronikos IV Palaiologos (~36), (tegen)keizer van Byzantium (1376-1379)
- 7 augustus - Johanna van Kent (56), Engels edelvrouw
- 18 december - Bernabò Visconti, heer van Milaan (1349-1385)
- Elisabeth van Waldeck, Duitse adellijke vrouw (jaartal bij benadering)